# نیکول (خواننده آلمانی)
نیکول (به انگلیسی: Nicole) (زاده ۲۵ اکتبر ۱۹۶۴) خوانندهٔ آلمانی است.
او در سال ۱۹۸۲ برنده مسابقه یوروویژن شد. 